# Un policeman
Un policeman est un roman de Didier Decoin publié le 1er septembre 1975 aux éditions du Seuil.

## Historique
Le roman est finaliste du prix Goncourt en 1975 mais perd au huitième tour de scrutin par trois voix six voix à La Vie devant soi d'Émile Ajar, pseudonyme de Romain Gary – ce qui constitue la plus importante mystification littéraire du Goncourt puisque Gary l'avait déjà remporté en 1956 pour Les Racines du ciel et n'aurait donc pas dû et pu concourir une nouvelle fois – et une à Villa Triste de Patrick Modiano.
Malgré cette déconvenue, Didier Decoin remportera le prix Goncourt deux ans plus tard avec son nouveau roman John l'Enfer et sera élu à l'Académie Goncourt en 1995 avant d'en devenir le président en 2020.

## Résumé
Jonas Erda, un policier londonien en fin de carrière et désabusé, est le temoin d'un vol de journaux auprès d'un petit vendeur de rue. Moralement outré par cet acte, il décide de partir à la recherche de l'auteur, aidé par Shirley Brommel, une prostituée dont il fait la rencontre au commissariat. Avec pour unique indice le fait que l'auteur pourrait être vêtu d'un manteau beige en poil de chameau, le policeman finit par obtenir un nom, celui de Fedor Artemiev, un danseur d'une troupe itinérante.
Le couple de fortune part alors pour le nord de l'Angleterre à Windermere et ses environs à la poursuite du danseur. La troupe est rattrapée à Carlisle, mais Shirley, qui ne veut pas que le périple s'arrête, trahit Jonas en prévenant Artemiev qu'il est poursuivi par un policier londonien. La traque se poursuit jusque sur les bords du Loch Ness en Écosse puis dans le château de lady Mc Guynnshire qui donne annuellement une fête où doit se produire la troupe d'Artemiev. Après le départ de Shirley et un face à face entre les deux hommes, Jonas Erda finit sa vie dans les eaux froides d'un étang où son corps est retrouvé.

## Réception critique
Lors de sa parution, le roman est noté pour son « style des plus discret, sans moralisme, sans didactisme » où se dégage, comme souvent dans les romans de l'auteur – et notamment de sa trilogie Abraham de Brooklyn (1971), Un policeman et John l'Enfer (1977) – une réflexion sur la « condition humaine » basée sur « la fuite en avant, une recherche de la paternité [et une] quête de l'absolu ».

## Éditions
- Éditions du Seuil[5], 1975  (ISBN 9782020042222)
- Éditions Points no R266, 1987,  (ISBN 978-2020094795), 224 p.